# Joan Oates
Joan Louise Oates (6 mei 1928 – 3 februari 2023) was een Amerikaans archeologe gespecialiseerd in onderzoek naar het Oude Nabije Oosten.

## Biografie

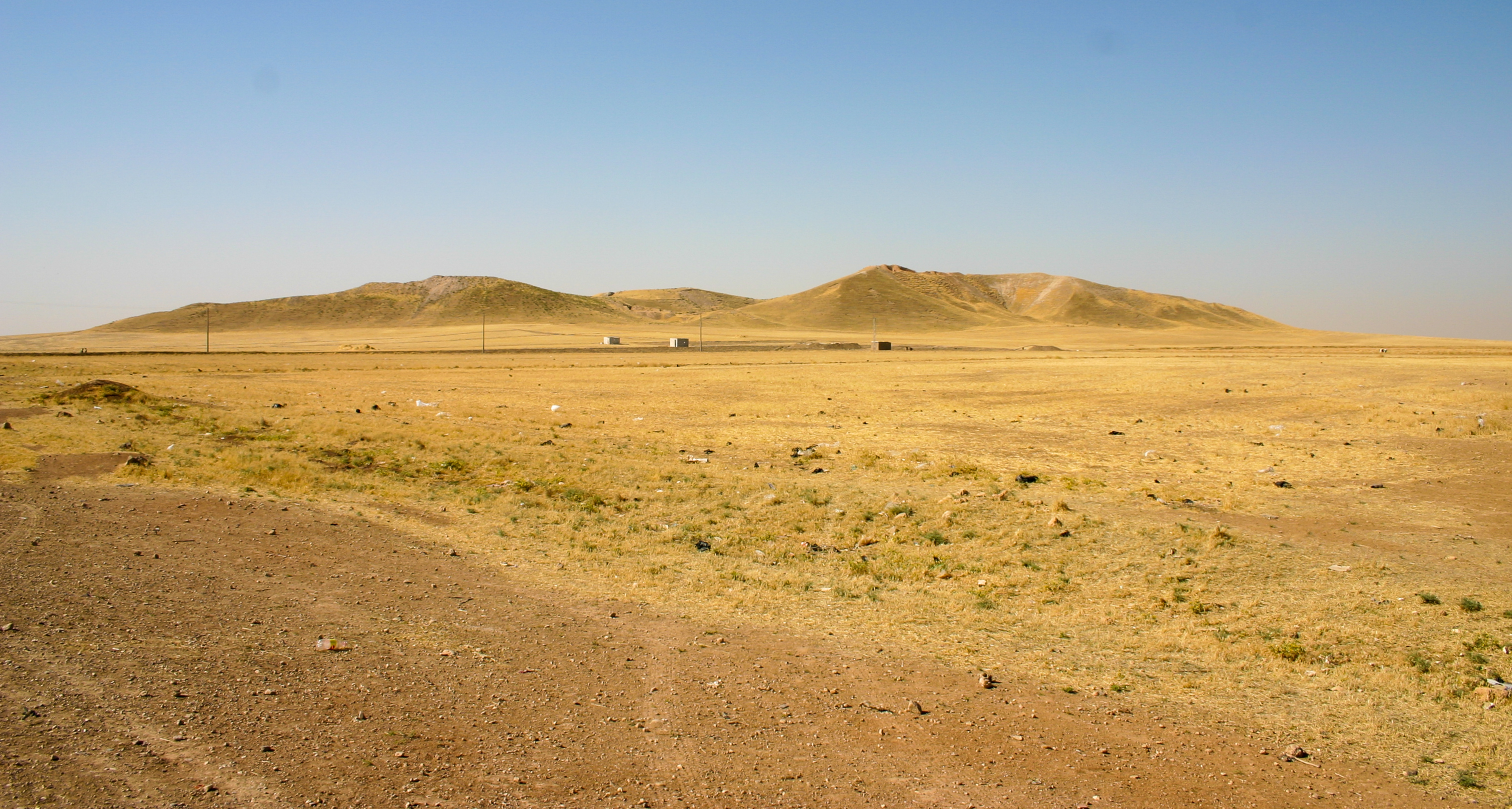
Tell Brak (Syrië)

Ze werd als Joan Lines geboren op 6 mei 1928. Op de opgraving van Nimrud ontmoette ze David Oates. Het paar trouwde in 1956. Van 1971 tot 1995 was ze verbonden aan het Girton College van de universiteit van Cambridge. Sinds 1995 was ze senior research fellow bij het McDonald Institute for Archaeological Research. Sinds 2004 leidde ze de opgraving van Tell Brak (Syrië), nadat ze deze al van 1988 tot 2004 samen met haar man David Oates leidde.

## Erkenning
Oates werd in 2004 benoemd tot Fellow of the British Academy. In 2014 kreeg zij de Grahame Clark Medal for Prehistoric Archaeology van de British Academy uitgereikt als erkenning van haar reputatie als een van de meest vooraanstaande wetenschappers op het gebied van de Mesopotamische prehistorie en beschavingen van het Oude Nabije Oosten.